# Bláskógabyggð
Bláskógabyggð är en kommun i Suðurland i Island. Den gränsar till kommunerna Grímsnes- og Grafningshreppur i syd, i väster till kommunen Mosfellsbær. Bláskógabyggð ligger väster om älven Hvítá.
Folkmängden uppgick till 1 121 år 2019. De största tätorterna i kommunen är Reykholt í Biskupstungum med 260 invånare, Laugarás med 121 och Laugarvatn med 192 invånare Namnet Bláskógabyggð kommer från ett område runt sjön Þingvallavatn, känt som Bláskógar, vilket betyder blå skogar på isländska.

## Historik
Kommunen grundades 9 juni 2002 genom en sammanslagning av kommunerna Biskupstungnahreppur, Laugardalshreppur och Þingvallahreppur.

## Sevärdheter
Det finns många sevärdheter i Bláskógabyggð. En av de mest kända är nationalparken Þingvellir, där Alltinget möttes mellan åren 930 och 1798. En annan är gejsrarna Geysir och Strokkur i Haukadalur. Även Islands största vattenfall, Gullfoss, återfinns i Bláskógabyggð.
I sjön Laugarvatn finns hydrotermiska öppningar under ytan, vilket gör den till en populär badplats med varma delar året runt.
En viktig historisk plats är före detta biskopssätet Skálholt, som har varit huvudstad. Där har det funnits en domkyrka sedan Ísleifur Gissurarson blev den första biskopen på Island 1056.